# 董世坤
董世坤，中华人民共和国法學學者、律師，遼寧大學法學博士，现任遼寧大學法學院副教授，兼任辽宁省法学会宪法与行政法学研究会常务理事、辽宁省法学会金融法学研究会理事。